# Alexis Laipsker
Œuvres principales
- Et avec votre esprit (2020)
- Le Mangeur d'âmes (2021)
- Les Poupées (2022)
- Hurlements (2023)
- D'entre les morts (2024)
- À couper le souffle (2025)

Alexis Laipsker, né le 14 octobre 1969 à Paris, est un écrivain français, auteur de romans policiers et de thrillers, également scénariste. Ancien journaliste et ancien animateur de télévision, c'est un spécialiste du poker.

## Biographie

### Carrière de journaliste
À l'été 2007, il participe à la création du magazine Poker Pro dont il devient rédacteur en chef et dont il est consultant par le biais de sa société. Il occupe cette fonction pendant près de trois ans et demi. En 2008, il fonde le supplément bimestriel Poker Évolution qui connait un tel succès[non neutre] que six suppléments paraissent alors qu'un seul était prévu. En 2009, il reprend en main le magazine gratuit City Poker tout en poursuivant ses activités avec les autres magazines. Il écrit dans différentes publications grand public : Le Parisien, Direct Matin, Entrevue, Choc et Guts. Il cesse ses activités de journaliste en 2010 pour prendre ses fonctions de Directeur de la Communication de PokerStars, poste qu'il occupe jusqu'en 2017. De 2017 à 2019, il écrit dans Le Point. En 2007 et 2008, il écrit pour Les Dessous du Sport, un média en ligne. De 2008 à 2010, il devient consultant pour le site Poker-Actu. Il crée le magazine vidéo mensuel Poker-Actu le Mag (2 saisons). À partir de 2018, il est consultant pour l'émission Trash Talk. De septembre 2010 à février 2011, il anime une émission hebdomadaire concernant le poker sur la radio OUÏ FM. En 2010, il écrit Les Clés du Poker Gagnant, un ouvrage de vulgarisation à l’usage du grand public qui connait deux éditions pour un total de 26 000 ventes.

### Carrière de romancier
À partir de 2020, il devient romancier aux Éditions Michel Lafon. Il devient écrivain et scénariste à plein temps en 2022. En février 2024, il intègre La Ligue de l'imaginaire, aux côtés de Olivier Norek, Maxime Chattam, Franck Thilliez ou Bernard Minier.

### Carrière dans le poker
En 1997, Alexis Laipsker fonde une agence de communication et de conseils en marketing spécialisée dans l'hôtellerie en France. Il intervient auprès d’une centaine d’établissements. À partir de 2007, il réoriente cette société pour fournir des conseils dans les médias lié aux jeux en ligne. Il opère alors sur tous les supports : print, web, TV ; éditorial, relations publiques et publicité. Joueur de poker professionnel à partir de 2008, il est journaliste, commentateur et surtout animateur d’émissions de télé spécialisées dans le poker. En 10 ans, il officie sur 10 chaînes et participe à plus de 1500 émissions. Il devient ambassadeur de la Ligue française de poker. Il est surnommé « le Directeur », mais aussi « La Voix du poker ». En août 2010, il est nommé directeur de la communication de PokerStars, le plus grand site de poker au monde, dont il devient le porte-parole de la marque.
Alexis Laipsker tourne pour PokerStars des publicités avec le rugbyman Sébastien Chabal et le joueur de tennis Gaël Monfils. Il organise des opérations spéciales avec des sportifs professionnels comme Rafael Nadal, Neymar, Ronaldo, Boris Diaw, Rio Mavuba et Amaury Leveaux ainsi qu'avec l'Olympique Lyonnais, les joueurs de poker Daniel Negreanu et ElkY, et des personnalités comme Michael Youn, l'acteur Ramzy Bedia et l'animateur de radio Laurent Baffie. Il lance la web TV PokerStars Live et le webzine PokerStars Magazine. En 2013, il est déclaré sur le site d'Eurosport « deuxième personne la plus influente du poker », derrière Patrick Bruel. De 2018 à 2020, il est directeur général du Club Montmartre. Puis, de 2022 à 2024, il dirige le Club Circus, établissement de jeux à Paris.

### Carrière d'animateur à la télévision (2007-2017)
En 2007, il présente un programme court, Poker Stories sur Cash TV, qui retrace la vie de grands joueurs professionnels comme ElkY, Gus Hansen ou Daniel Negreanu. Une douzaine d'épisodes sont diffusés. Il commente la première étape du Barrière Poker Tour au casino de Deauville pour le web, en compagnie des joueurs Rémy Biéchel et Antony Lellouche. En 2007, il commente l'European Poker Master en compagnie de Bruno Fitoussi, qui sort en DVD. En 2008, sa société supervise l’adaptation en français d’émissions américaines pour la chaîne RTL9 : Party Poker Premier League, Women World Open, The Big Game et National Heads Up Poker Championship.
En 2008, Alexis Laipsker devient commentateur officiel de l'European Poker Tour (EPT). Il commente les saisons 1 à 4 avec la joueuse Lucille Cailly. Elle est remplacée par Marion Nedellec avec qui il commente les saisons 5 à 11. Il commente la saison 12 avec Julien Brécard. L'EPT est un programme poker largement diffusé en France : M6 (2015), quotidiennement sur NRJ12 (2008 à 2015), Eurosport, Ma Chaine Sport, Lucky Jack, et en Belgique Plug RTL .
En 2008, il commente la première saison de l'Unibet Open en compagnie de Miguel Derennes. La même année, il devient commentateur de l’émission de speed poker Direct Poker, animée par Alexandre Delpérier et diffusée sur C8. Il commente les saisons 4 et 5 avec Céline Merle-Béral, puis la Saison 6 avec Marion Nedellec.
Alexis Laipsker co-anime aux côtés de Clara Morgane l'émission de téléréalité Poker Mission Caraïbes, diffusée sur NRJ12 en 2009, puis rediffusée en 2012 sur AB1.
En 2011, Alexis Laipsker présente avec Anne Denis la première saison de La Maison du Bluff, une émission télévisée de poker importante en France et en Belgique, qui se déroule à Marrakech et est diffusée de façon hebdomadaire sur la chaîne NRJ12 pendant six semaines (avec plusieurs rediffusions). Les commentaires sont assurés par Marion Nedellec et Alexis Laipsker. La seconde saison se prolonge pendant dix semaines avec des diffusions quotidiennes. Elle est complétée par une webdiffusion permanente sur le site internet www.lamaisondubluff.fr. À partir de la seconde saison, La Maison du Bluff est diffusée quotidiennement pendant cinq semaines, puis elle est suivie d'une rediffusion de cinq semaines. Lors des trois dernières saisons, les audiences cumulées dépassent les dix millions de téléspectateurs. Six saisons sortent entre 2011 et 2017. Parmi les invités et intervenants au sein de l'émission figurent Sébastien Chabal, Ronaldo, Élodie Gossuin, Philippe Candeloro, Amaury Leveaux et Caroline Receveur.
C'est à la suite de cette émission que lui est attribué le surnom « Le Directeur ». Alexis Laipsker est nommé à deux reprises aux « Lauriers TV Awards » dans la catégorie « Meilleur animateur de téléréalité de compétition » .
Après une première saison co-animée par Karine Lima et Jean-Pascal Lacoste, Alexis Laipsker travaille sur la refonte de l’émission Poker Le Duel. Avec un nouveau décor et un concept complètement nouveau, il anime l’émission en compagnie de Marion Nedellec. Tous deux assurent également les commentaires. Poker Le Duel connait deux nouvelles saisons.
Il prend part aux émissions de plateau en direct Tribune Poker, diffusées sur SFR Sport en 2015 et 2016. Les deux saisons de Tribune Poker sont marquées par des invités tels qu'Olivier Marchal, Messmer, Tex, Laurent Fontaine, Tunisiano, Lord Kossity.
Alexis Laipsker assure les commentaires avec Arnaud Mattern, puis avec Sylvain Ribes dans France Poker Series, le tour français de PokerStars, qui a plusieurs étapes télévisées diffusées sur Cstar.
Sur NRJ12, Alexis Laipsker assure les commentaires des tournois NAPT, High Stakes Poker et NHL Charity Poker Tour. Il est également consultant sur Stars Of Poker de Canal+. Le 29 janvier 2016, il présente la Nuit du Poker sur Ma Chaine Sport de 00 h 20 à 6 h du matin. En 2017, il organise une partie de poker sur C8 pour les animateurs de Touche pas à mon poste !, Matthieu Delormeau, Jean-Luc Lemoine, Jean-Michel Maire et Géraldine Maillet.
En 2017, Alexis Laipsker anime l'émission KO Poker Show, menée comme un jeu télévisé et diffusé sur NRJ12.

## Œuvre

### Publications

#### Romans policiers
- Et avec votre esprit. Paris : Michel Lafon, 02/2020, 413 p.  (ISBN 978-2-7499-4132-5) Rééd. Pocket Thriller n° 18114, 03/2021, 461 p.  (ISBN 978-2-266-31390-2)

- Le Mangeur d'âmes. Paris : Michel Lafon, 03/2021, 349 p.  (ISBN 978-2-7499-4627-6) Rééd. Pocket Thriller n° 18484, 02/2022, 362 p.  (ISBN 978-2-266-32236-2)

- Les Poupées. Paris : Michel Lafon, 02/2022, 397 p.  (ISBN 978-2-7499-4936-9)

- Hurlements. Paris : Michel Lafon, 03/2023, 397 p.  (ISBN 978-2-7499-5248-2)

- D'entre les morts. Paris : Michel Lafon, 03/2024, 396 p.  (ISBN 978-2-7499-5666-4) Rééd. Pocket Thriller, 03/2025, 432 p.  (ISBN 978-2-266-34707-5)

- À couper le souffle. Paris : Michel Lafon, 03/2025, 404 p.  (ISBN 978-2-7499-6008-1)

#### Nouvelle
- Le Vieil Homme devant la fenêtre, dans Le Pire des Noëls : nouvelles inédites, anthologie au profit de l'association Le Rire médecin. Paris : Le Livre de Poche Policier n° 37838, 11/2024, p. 165-168.  (ISBN 978-2-253-25307-5)

#### Livres pratiques sur le Poker
- Les Clés du Poker Gagnant, Antigua, 2010

- La Machine à gagner : toutes les stratégies pour gagner au poker (2013)
  - Paris : Pôle, coll. Pôle poker, janvier 2013, 267 p.  (ISBN 978-2-8224-0194-4)
  - Paris : Pôle, coll. Pôle poker, novembre 2013, 267 p.  (ISBN 978-2-8224-0282-8)
  - Paris : MA éditions, coll. Pôle poker, novembre 2015, 275 p.  (ISBN 978-2-8224-0422-8)
  - Paris : MA éditions, coll. Pôle poker, août 2017, 277 p.  (ISBN 978-2-8224-0519-5)

- La Machine à gagner 2 : passez à la vitesse supérieure ! Développez votre lecture !, Paris : MA éditions, coll. Pôle poker, novembre 2017, 283 p.  (ISBN 978-2-8224-0537-9)
- Poker face : le secret des tells, Paris : MA éditions, coll. Pôle poker, décembre 2017, 199 p.  (ISBN 978-2-8224-0538-6)

### Filmographie
- 2021 : Hell In. Court-métrage de et avec Arsène Mosca : lui-même.
- 2024 : Le Mangeur d’âmes, film réalisé par Alexandre Bustillo et Julien Maury. Adapté du roman.

## Distinctions et prix littéraires
En 2008, Alexis Laipsker reçoit la Médaille d'honneur pour acte de courage et de dévouement pour avoir sauvé une fillette de la noyade dans la Seine.
- Pour Et avec votre esprit (2021)
  - Prix des Nouvelles Voix du Polar 2021 "Meilleur Polar Français" finaliste du Prix du Salon du Pays Noir 2021 (Belgique)
  - Sélection officielle du Prix de l'Evêché Polar du Sud 2021

- Les Poupées (2022)
  - Prix de la Ligue de l'imaginaire / Cultura
  - Prix de l'Évêché / Polar du Sud 2023
  - Prix Sang pour Sang Polar / Frédéric Dard
  - Prix des Mordus de thrillers
  - Finaliste du Prix du Polar Européen / Le Point

- Hurlements (2023)
  - Grand Prix du Festival sans Nom
  - Prix Cépages Noirs
  - Prix de l'Escargot Noir
  - Prix Sherlock
  - Finaliste du Prix du Coquelicot Noir
  - Sélection du Prix des Mordus de Thrillers

- D’entre les morts (2024)
  - Sélections officielles des Prix : Sherlock Holmes, Loiret Crimes et Cigogne Noire.

- À couper le souffle (2025)
  - Prix Polartifice[23].